# Real Sexy!/BAD BOYS
〈Real Sexy!/BAD BOYS〉는 Sexy Zone의 4번째 싱글이다.

## 개요
전작 〈Sexy Summer에 눈이 내린다〉로부터 약 7개월 만의 싱글로, Sexy Zone 첫 양 A면 싱글이다.
초회 한정반A, B, C, 통상반, 회장 한정반, Sexy Zone Shop반의 6형태로 발매되었다.

## 수록곡

### 초회 한정반A
CD
1. Real Sexy!
작사: 마츠이 고로 / 작곡: 마카이노 코지 / 편곡: 다테야마 슈코
후지 TV 계열 《초잠입! 리얼 스코프 하이퍼》 테마 송
2. BAD BOYS
작사: ENA☆ / 작곡: DAICHI, Kinboom / 편곡: 이쿠타 마신
닛폰 TV 계열 드라마 《BAD BOYS J》 주제가
3. Justいましかない / Just 지금밖에 없어
작사: 마츠이 고로 / 작곡: 마카이노 코지 / 편곡: ha-j

DVD
1. Real Sexy! (Music Clip)

### 초회 한정반B
CD
1. BAD BOYS
2. Real Sexy!
3. Justいましかない / Just 지금밖에 없어

DVD
1. Special Movie in New York

봉입 특전
- 특제 12P 포토 북클릿

### 초회 한정반C
CD
1. Real Sexy!
2. BAD BOYS
3. Justいましかない / Just 지금밖에 없어

DVD
1. Real Sexy! (Making)

봉입 특전
- 특제 12P 포토 북클릿

### 통상반
CD
1. Real Sexy!
2. BAD BOYS
3. High!! High!! People 〜movie remix〜
작사: 사쿠다 마사야 / 작곡: Takuya Harada / 편곡: 스즈키 Daichi 히데유키
영화 《어린이 경찰》 주제가
4. Justいましかない / Just 지금밖에 없어
5. Real Sexy! (Inst.)
6. BAD BOYS (Inst.)
7. High!! High!! People 〜movie remix〜 (Inst.)
8. Justいましかない (Inst.)

초회 프레스 사양
- 픽처 레이블
- 오리지널 트레이딩 카드 (5종 중 1종 봉입)

### 회장 한정반
CD
1. Real Sexy!
2. BAD BOYS
3. High!! High!! People 〜movie remix〜
4. Justいましかない / Just 지금밖에 없어

봉입 특전
- 오리지널 스티커 카드

### Sexy Zone Shop반
CD
1. Real Sexy!
2. BAD BOYS
3. Justいましかない / Just 지금밖에 없어

봉입 특전
- 오리지널 트레이딩 카드 (5종 중 1종 봉입)
- 오피셜 트레이딩 카드 홀더